# Surcuolm
Surcuolm é uma comuna da Suíça, no Cantão Grisões, com cerca de 123 habitantes. Estende-se por uma área de 6,50 km², de densidade populacional de 19 hab/km². Confina com as seguintes comunas: Flond, Luven, Morissen, Obersaxen, Vella.
A língua oficial nesta comuna é o Alemão e Romanche.